# Jean-Maur Audren de Kerdrel
Jean-Maur Audren de Kerdrel, né en 1651 à Landunvez (Finistère), mort le 7 avril 1725 à l'abbaye de Marmoutier près de Tours, est un moine bénédictin breton de la congrégation de Saint-Maur, connu également sous les noms de Dom Audren ou Dom Jean-Maur, et initiateur d'une Nouvelle histoire de la Bretagne.

## Biographie

### Famille
Jean-Maur Audren de Kerdrel est issu d'une famille de la noblesse bretonne originaire de Lannilis (Finistère), où se dresse le manoir de Kerdrel.

### Vie religieuse
Le 17 janvier 1669, il fait profession à dix-huit ans au monastère bénédictin de Saint-Melaine de Rennes. Il est ensuite nommé prieur de l'abbaye Saint-Guénolé de Landévennec, puis en 1687, prieur de l'abbaye Saint-Sauveur de Redon, puis à partir de 1693 affecté au Mans (nommé supérieur de l'abbaye Saint-Vincent en 1693, puis en 1705, et prieur de l'abbaye Saint-Pierre de la Couture de 1699 à 1705). L'abbaye Saint-Vincent était le chef-lieu de la Province de Bretagne, une des six de la congrégation de Saint-Maur. Assistant du Supérieur général de la congrégation en 1714, il est finalement élu, en fin de carrière en 1723, prieur de l'abbaye de Marmoutier, près de Tours, où il meurt deux ans plus tard. 

### Historien de Bretagne
Alors qu'il est encore à Landévennec, l'évêque de Quimper, François de Coëtlogon, le sollicite à plusieurs reprises pour écrire une Histoire de Bretagne. Il ne s'y met qu'une fois installé à Redon. Il réunit autour de lui une équipe de quatre jeunes moines (Antoine-Paul Le Gallois, Denis Briant, Joseph Rougier, Mathurin Veyssière de La Croze, puis à partir de 1693 Guy Alexis Lobineau). Les recherches en Bretagne même sont effectuées entre 1687 et 1693 avant le départ pour Le Mans, sauf pour les archives épiscopales de Dol-de-Bretagne, et celles du Mont-Saint-Michel voisin, qui sont examinées sous la direction de Dom Le Gallois entre 1693 et 1695. Depuis Le Mans, il fait fouiller les églises et monastères du Maine, d'Anjou, de Touraine et du Poitou qui avaient des dépendances en Bretagne. L'ouvrage parait finalement en 1707 (deux volumes in-folio, un de texte, un de preuves).
En 1717, Dom Audren propose au chancelier d'Aguesseau le plan d'un nouveau Recueil des historiens des Gaules et de la France, qui doit recommencer et élargir le corpus d'André Duchesne, et dont la direction est confiée à Dom Martène.

### Sources et bibliographie
- Les Noms qui ont fait l'histoire de Bretagne, Coop Breizh et Institut culturel de Bretagne, 1997, p. 36